# Kabire Yildiz
Kabire Yildiz (auch: Kebire Yildiz; * 1. Januar 1960 in einem  Dorf bei Tunceli) ist eine deutsche Sozialpädagogin und ehemalige Politikerin (Bündnis 90/Die Grünen). Am 7. März 2016 wurde sie als Nachrückerin für Anne Schierenbeck Abgeordnete in der Bremischen Bürgerschaft.

## Biografie
Kebire Yildiz legte das Abitur in Ankara ab und studierte von 1982 bis 1986 Wirtschaftswissenschaften an der Çukurova-Universität in Adana mit Diplomabschluss. Anschließend war sie bis 1994 in Ankara bei einem privatwirtschaftlichen Unternehmen als Finanz- und Personalchefin angestellt. Nach dem Wechsel nach Deutschland absolvierte sie von 1996 bis 2001 an der Universität Bremen ein Studium der Sozialpädagogik und schloss dies mit dem Diplom ab. Danach leitete sie Sozialprojekte bei der Caritas. Seit 2003 ist sie als Dozentin für Integrationskurse tätig.

## Partei und Politik
Yildiz gehört Bündnis 90/Die Grünen seit 2013 an. 2015 wurde sie zunächst nur in die Bremer Stadtbürgerschaft, die kommunale Volksvertretung der Stadtgemeinde Bremen gewählt. Sie war Mitglied der städtischen Deputation für Inneres und des städtischen Controllingausschusses.
Im September 2015 wurde in der Presse berichtet, sie habe beim Besuch in einer Flüchtlingsunterkunft einen „Tumult ausgelöst“. Yildiz bestritt die Vorwürfe. Bei der Bürgerschaftswahl in Bremen 2019 wurde sie wieder aufgestellt, konnte aber kein Abgeordnetenmandat erringen.